# Деметријус и гладијатори
Деметријус и гладијатори (енгл. Demetrius and the Gladiators) је историјски филм из 1954. који је режирао Делмер Дејвс.

## Радња
Војници помахниталог цара Калигуле траже скерлет – одежду Христову, у којој се попео на Голготу. Ослобођеник Димитрије, побожни хришћанин, крије светињу. За ово је дат гладијаторима. У циркуској арени мораће да се бори са три тигра и пет најбољих гладијатора у Риму. Не само да ће бити испитано његово тело и дух, већ и вера.

## Улоге
| Глумац            | Улога               |
| ----------------- | ------------------- |
| Виктор Матјур     | Деметријус          |
| Сузан Хејвард     | Месалина            |
| Мајкл Рени        | Петар               |
| Дебра Паџет       | Луција              |
| Ен Банкрофт       | Пола                |
| Џеј Робинсон      | Калигула            |
| Бари Џоунс        | Клаудије            |
| Ричард Еган       | Дарданије           |
| Ернест Боргнајн   | Страбон             |
| Чарлс Еванс       | Касије Херија       |
| Еверет Глас       | Каесо               |
| Џеф Јорк          | Албус               |
| Кармен де Лавалад | робиња              |
| Џон Клиф          | Варус               |
| Барбара Џејмс     | плесачица           |
| Селмар Џексон     | сенатор             |
| Фред Грејам       | декурион            |
| Дејтон Ламис      | магистрат           |
| Пол Кругер        | дворанин            |
| Пол Стејдер       |                     |
| Ричард Бертон     | У инсерту из Тунике |
| Пол И. Ричардс    | Затвореник          |

- Хари Кординг
- Ален Крејмер - чиновник
- Вилијам Форест
- Вилијам Маршал- Глидон
- Џорџ Брагман
- Дик Сендс
- Џек Финли
- Џорџ Елдриџ - коморник
- Гил Перкинс
- Пол Њулан - грнчар
- Ђепард Менкен
- Вуди Страуд - гладијатор
- Џин Симонс - у инсерту из Тунике
- Реј Спајкер
- Питер Мамакос
- Карл (Убица) Дејвис - Макро